# Титенко, Валерий Фёдорович
Валерий Фёдорович Титенко (1 января 1951, Красноярский край — 18 декабря 2018, Кемерово) — советский и российский актёр, заслуженный артист Российской Федерации (1994)
С 1972 года начал деятельность в театральном хоре.
Окончил в 1979 году Государственный институт театрального искусства им. А. В. Луначарского (ГИТИС) по специальности «Артист театра музыкальной комедии».
Работал в Ставропольском театре оперетты, Пятигорском театре музыкальной комедии. Несколько лет работал в Ставропольском краевом театре музыкальной комедии.
С 1986 года — артист Музыкального театра Кузбасса.
Умер во время детского утренника, исполняя роль Деда Мороза.
Брат — заслуженный артист РСФСР Владимир Титенко (1945—1993)

## Награды
- Медаль ордена «За заслуги перед Отечеством» II степени (30.07.2010).[3]
- Первый лауреат премии им. А. Боброва (1995).
- Медаль «За особый вклад в развитие Кузбасса» II степени (2004)
- Юбилейный знак «50 лет городу Междуреченску» (2005)
- Орден «Доблесть Кузбасса» (2012).

## Театральные роли
- А. Журбин «Французская любовь» — Обен
- А. Рябов «Сорочинская ярмарка» — Афанасий Иванович
- В. Ильин «Король уродов» — Квазимодо;
- Г. Геловани, Гр. Спектор «Прости мои капризы» — Кристиан
- Г. Канчели «Ханума» — Микич
- Д. Кэндер «Кабаре» — Эмси
- Е. Птичкин «Проделки Бабы-Яги» — Черт Лысый
- Е. Ульяновский «Дон Сезар де Базан» — дон Антонио
- И. Дунаевский «Белая акация» — Сергей Кораблев
- И. Кальман «Сильва» — Ферри
- И. Кальман «Мистер Икс» — барон де Кревельяк
- И. Кальман «Сильва» — Ферри
- И. Кальман «Фиалка Монмартра» — Леблан
- И. Край «За тремя зайцами, или Уроки любви» — Золотников
- И. Штраус «Король вальса» — граф фон Миттельшприц
- К. Портер «Целуй меня, Кэт!» — Гангстер
- М. Самойлов «Дон Жуан в Севилье» — дон Оттавио
- М. Самойлов «Любовь всегда права, или Бомарше и К» — Бежарс
- М. Самойлов «Своей душе не прекословь» — Губа
- М. Самойлов «Страсти святого Микаэля» — Капеллан
- М. Самойлов «Фаворит» — Решето;
- Н. Орловский «Пышка» — Граф де Бревиль.
- С. Пучков «Конек-горбунок» — Царь
- Ф. Легар «Цыганская любовь» — Драготин;
- Ф. Легар «Весёлая вдова» — барон Зетта;
- Ф. Легар «Паганини» — князь Паскуале